# Fitzhugh Lee
Fitzhugh Lee (Clermont, Alexandria (Virginia), Fairfax County, 19 november 1835 - Washington D.C., 28 april 1905) was een generaal van de cavalerie die vocht in de Amerikaanse Burgeroorlog. Hij was een neef van opperbevelhebber Robert E. Lee. Hij is niet te verwarren met zijn neef William Henry Fitzhugh Lee, bekend als Rooney Lee. Hij was de 40e gouverneur van Virginia.

## Vroege jaren

Wapenschild van de Lee Family

Lee werd geboren op 19 november 1835 in Clermont, Virginia. Hij was de kleinzoon van "Light Horse Harry" Lee. Robert E. Lee was zijn oom. George Washington Custis Lee, W.H.F. "Rooney" Lee en Robert E. Lee, Jr. waren zijn neven. Zijn vader, Sydney Smith Lee, diende als zeekapitein onder Commodore Matthew C. Perry. Zijn moeder, Anna Maria Mason Lee, stamde uit een politieke familie en was de kleindochter van George Mason en zus van James M. Mason.
Lee studeerde aan de United States Military Academy in West Point. In 1856 had hij zijn studies met succes afgerond en kreeg hij een benoeming als tweede luitenant in het 2nd Cavalry Regiment (die later hernoemd werd tot de 5th Cavalry Regiment). Dit regiment stond onder leiding van Albert Sidney Johnston. Zijn oom, luitenant-kolonel Robert E. Lee, was de onderbevelhebber. Hij onderscheidde zich in de strijd tegen de Comanche in Texas en in mei 1859 raakte hij ernstig gewond tijdens een schermutseling in Nescutunga. Een jaar later werd hij aangesteld als rij-instructeur en lesgever in cavalerietactieken aan de United States Military Academy. Maar hij nam al snel ontslag toen zijn thuisstaat zich afscheurde van de Verenigde Staten van Amerika en toetrad tot de Geconfedereerde Staten van Amerika. De Amerikaanse Burgeroorlog was een feit.

## Amerikaanse Burgeroorlog

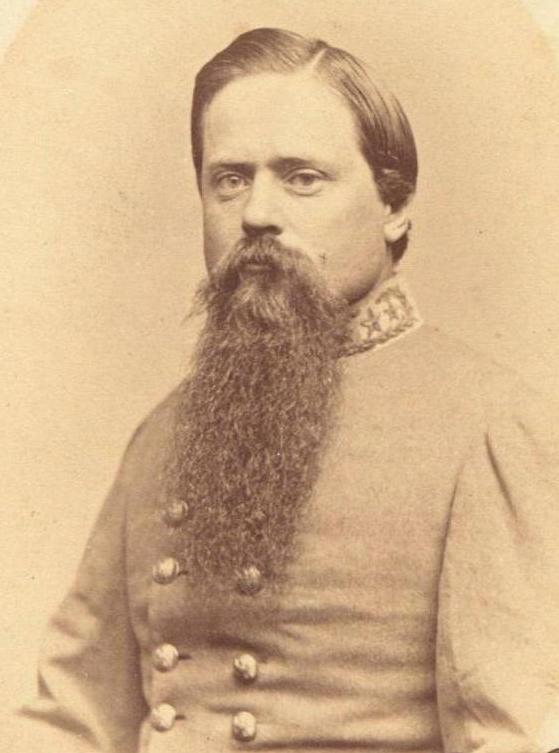
Fitzhugh Lee in uniform van het Confederate States Army

Fitzhugh Lee nam dienst in het Confederate States Army als luitenant bij de cavalerie. Hij diende tijdens de Eerste Slag bij Bull Run als stafofficier bij brigadegeneraal Richard S. Ewell. In september 1861 werd hij bevorderd tot luitenant-kolonel in het 1st Virginia Cavalry. Dit regiment stond onder leiding van kolonel "Grumble" Jones. In maart 1862 verving hij Jones als bevelvoerend officier en enkele maanden later, op 24 juli 1862, werd hij bevorderd tot brigadegeneraal.
Tijdens de Veldtocht in noordelijk Virginia arriveerde Fitzhugh Lee net te laat om te voorkomen dat J.E.B. Stuarts hoofdkwartier geplunderd werd door Noordelijke cavalerie. In deze raid hadden de Noordelijken de beroemde gepluimde hoed en cape van Stuart als oorlogsbuit meegenomen. Toen Lee een raid uitvoerde op Catlett’s Station kon hij de tent en het gala-uniform van de Noordelijke generaal-majoor John Pope buit maken. Lee gaf het gala-uniform aan Stuart als compensatie.
In de Marylandveldtocht van 1862 beschermde Lee de achterhoede toen de Zuidelijke infanterie zich terugtrok vanuit South Mountain. Hij kon de Noordelijke opmars naar Antietam Creek vertragen en zorgde ervoor dat de Zuidelijken de Potomac veilig konden oversteken na Antietam. Hij nam deel aan de Chambersburg Raid van Stuart en keerde op tijd terug om de opmars van Robert E. Lees Army of Northern Virginia naar Fredericksburg te beschermen. Tijdens deze slag beschermde de Zuidelijke  cavalerie de uiterste rechterflank van de Zuidelijke slaglinie. Bij Kelly's Ford op 17 maart 1863 namen hij en zijn cavaleristen 400 vijandelijke soldaten en 150 paarden gevangen waarbij zij slechts 14 manschappen verloren. Toen in mei 1863 zijn cavalerie ontdekte dat de Noordelijke rechterflank "in de lucht hing", kon generaal-majoor Stonewall Jackson zijn succesvolle flankaanval uitvoeren tijdens de Slag bij Chancellorsville.
Na Chancellorsville had Lee last van acute reuma-aanvallen en was hij meer dan een maand buiten strijd. Hij miste de grote  cavalerieslag bij Brandy Station. Maar hij was genoeg hersteld om deel te nemen aan de derde grote rondrit van Stuart tijdens de Gettysburgveldtocht waarbij hij een grote bijdrage leverde tijdens de Slag bij Carlisle. Tijdens de Slag bij Gettysburg kon zijn brigade geen verschil maken. Toch werd hij geprezen door zijn bevelhebber die zei dat hij "een van de beste cavaleriecommandanten was op het continent en dat hij zeker in aanmerking kwam voor een promotie." Toen de Zuidelijken zich terugtrokken na Gettysburg hield Lees brigade de oversteekplaatsen bij Shepherdstown bezet zodat het Noordelijke leger de Potomac niet kon oversteken. Op 3 augustus 1863 werd Lee bevorderd tot generaal-majoor. Terwijl zijn oom, Robert E. Lee, in het najaar van 1863 het Army of Northern Virginia hergroepeerde in centraal Virginia, voerde Fitzhugh Lee een succesvolle hinderlaag uit op de Noordelijke cavalerie bij Buckland Mills.
In het voorjaar van 1864 was Lees divisie voortdurend in de weer tijdens de Overlandveldtocht. Na de Slag in de Wildernis speelde zijn cavalerie een doorslaggevende rol in de race naar het strategisch belangrijke kruispunt bij Spotsylvania Court House. Terwijl de gevechten rond het kruispunt volop woedden, werd Lee gedetacheerd om een Noordelijke raid onder leiding van generaal-majoor Philip Sheridan naar Richmond te verstoren. Dit eindigde bij Yellow Tavern uiteindelijk in de dood van J.E.B. Stuart. Generaal-majoor Wade Hampton werd aangeduid als de plaatvervanger van Stuart. Lee bleef verantwoordelijk voor zijn divisie.
Tijdens de Slag bij Trevilian Station kon Hamptons  en Lees cavalerie voorkomen dat Sheridan aansluiting kon vinden bij de Noordelijke eenheden van generaal-majoor David Hunter in westelijk Virginia. Anders hadden deze Noordelijke eenheden zware schade kunnen toebrengen aan de bevoorradings- en communicatielijnen van het Army of Northern Virginia. Deze slag gaf luitenant-generaal Jubal Early ondertussen de nodige tijd om Lynchburg te hulp te schieten die door Hunter belegerd werd. 
Fitzhugh Lee werd ter versterking naar Early gestuurd om het op te nemen tegen generaal-majoor Sheridan in de Shenandoahvallei. Op 9 september 1864 werden er tijdens de Derde Slag bij Winchester drie paarden onder hem doodgeschoten en raakte hijzelf ernstig gewond.. Toen Hampton naar North Carolina werd gestuurd om Joseph E. Johnston te versterken, kreeg Fitzhugh Lee op 29 maart 1865 de verantwoordelijkheid voor de resterende cavalerie in het leger van zijn oom. Maar al snel diende het Army of Northern Virginia te capituleren na de Slag bij Appomattox Courthouse.

## Loopbaan na de burgeroorlog

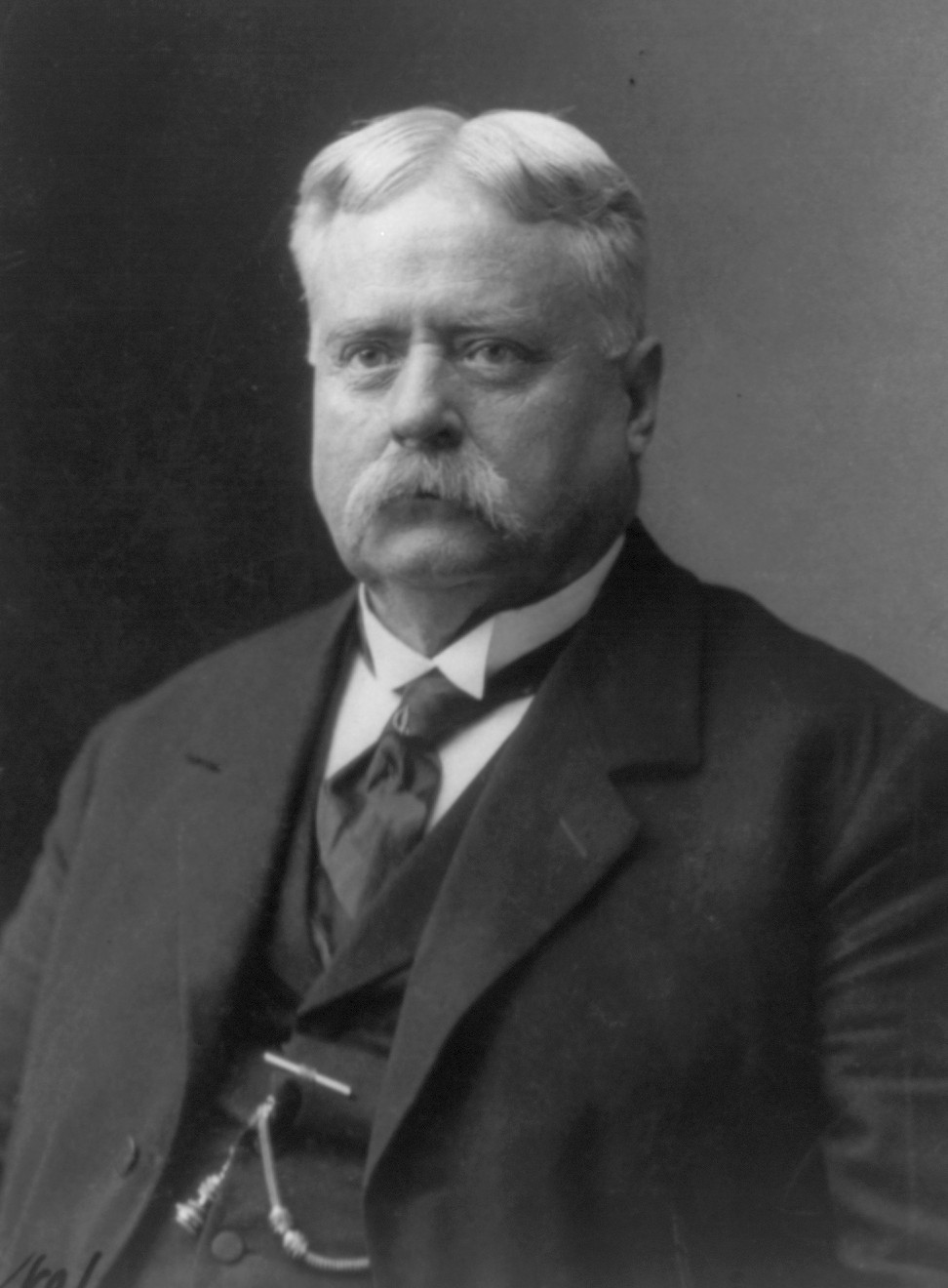
Fitzhugh Lee

Na het einde van oorlog legde hij zich toe op de landbouw in Stafford County in Virginia. In 1875 woonde hij de herdenking bij van 100 jaar Slag om Bunker Hill waar hij ook een toespraak hield. In 1885 was hij lid van de raad van bestuur van de militaire academie in West Point. Tussen 1886 en 1890 was hij gouverneur van Virginia nadat hij zijn republikeinse uitdager John Sergeant Wise met 52,77% van de stemmen had verslagen.. Tijdens de inauguratieparades in 1885 en 1893 voor president Grover Cleveland leidde Lee de derde divisie. Hij werd in 1895 door president Cleveland aangesteld als belastinginner voor het westelijk district van Virginia.

### Consul-generaal in Havana
In april 1896 werd Lee aangesteld als consul-generaal in Havana waarbij hij naast zakelijke contacten ook diplomatieke en militaire relaties op de agenda stonden. Hij werd in zijn opdracht bevestigd door de volgende president, William McKinley tot in 1898. Toen er een crisis uitbrak tussen Spanje en de Verenigde Staten van Amerika na de ontploffing van de USS Maine probeerde Lee een diplomatiek oplossing te vinden. Toen er toch een oorlog uitbrak nam Lee opnieuw dienst in het United States Army.
Hij was een van de vier ex-Zuidelijke generaals die als generaal-majoor van de vrijwilligers zou dienen tijdens dit conflict. De anderen waren Matthew Butler, Joseph Wheeler en Thomas L. Rosser. Fitzhugh Lee kreeg het bevel over het 7th Army Corps maar nam niet deel aan de operaties in Cuba. In 1899 werd hij benoemd tot militair gouverneur van Havana en Pinar del Río. Daarna was hij nog bevelhebber van het Department of the Missouri tot hij in 1901 met pensioen ging. Hij droeg toen de rang van brigadegeneraal in de U.S. Army.

## Overlijden

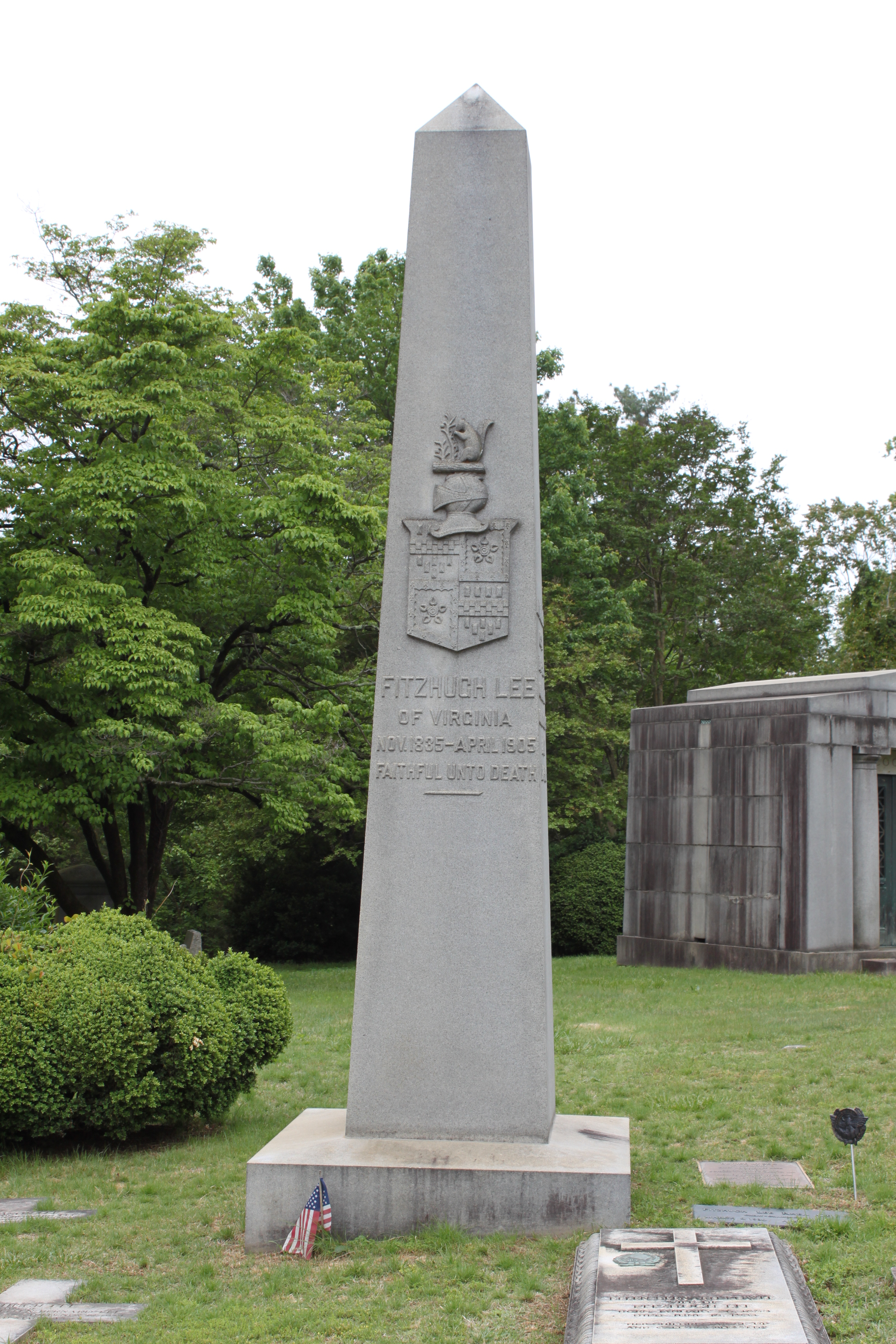
Lees graf op de Hollywood Cemetery in Richmond

Lee schreef nog verschillende artikels over Robert E. Lee in de Great Commanders series gepubliceerd in 1894. Hij schreef ook nog een biografie over zijn oom met de titel General Lee, a wartime biography uit 1894 en een boek over de Spaans-Amerikaanse oorlog met de titel Cuba's Struggle Against Spain die werd uitgebracht in 1899. Lee was ook voorzitter van het comité voor de Jamestown Exposition die uiteindelijke in 1907, na zijn dood, gehouden werd.
Hij stierf op 28 april 1905 in Washington D.C.. Hij werd begraven op Hollywood Cemetery in Richmond, Virginia.

## Militaire loopbaan
- Cadet: 1852 - 1856[10]
- Second Lieutenant (USA): 1856
- Ontslag USA: mei 1860
- First Lieutenant (CSA): juli 1861
- Lieutenant Colonel (CSA): 30 september 1861[11]
- Colonel (CSA): maart 1862
- Brigadier General (CSA): 26 juli 1862[11]
- Major General (CSA): 3 augustus 1863[11][12]
- Major General of United States Volunteers: 5 mei 1898[13]
- Brigadier General of volunteers: 1901[13][14]
- Gepensioneerd: 2 maart 1901[11]

- Biblioteca Nacional de España: XX1132585
- Gemeinsame Normdatei: 130075051
- International Standard Name Identifier: 0000 0001 0904 9845
- Library of Congress Control Number: n89607634
- Nationale Bibliotheek van Israël: 987007278370605171
- SNAC: w61262zg
- Virtual International Authority File: 57709334
- WorldCat: E39PBJy8vwhYBJFkQfrGCKpdcP